# Sushi Pack
 (novembre 2013).
Si vous disposez d'ouvrages ou d'articles de référence ou si vous connaissez des sites web de qualité traitant du thème abordé ici, merci de compléter l'article en donnant les références utiles à sa vérifiabilité et en les liant à la section « Notes et références ».
Sushi Pack est une série d'animation américaine de 52 épisodes, basée sur le concept du studio de graphisme américain Espinosa, produite par American Greetings et DIC Entertainment (aujourd'hui propriété de Cookie Jar Entertainment) et diffusée du 3 novembre 2007 au 12 septembre 2009 sur le réseau CBS. 
En France, elle a été diffusée dès le 1er septembre 2008 sur France 5 dans l'émission Midi les Zouzous, puis à partir du 31 août 2009 sur Télétoon (devenue depuis Télétoon+).

## Synopsis
Dans la ville de Quai-sur-Mer (Wharf City en version originale) vivent cinq sushis devenus des super-héros à la suite d'une décharge de courant électromagnétique. Le Sushi Pack est ainsi né ! Ensemble, ils vont se servir de leurs super pouvoirs afin de lutter contre les crimes commis par leurs ennemis jurés. Le reste du temps, ils vivent dans un réfrigérateur situé dans un magasin de donuts géré par un humain nommé Ben.

## Personnages
Les Sushi Pack
Ce sont les protagonistes de ce dessin animé. Ils portent comme nom commun Maki, à l'exception de Wasabi qui a pour nom de famille Pow. La bande est formée de :
- Tako Maki : sushi pieuvre bleue et chef de la bande. Il a une grande passion pour la peinture.
- Ikura Maki :  sushi saumon orange. Il est impulsif et teigneux.
- Kani Maki : sushi crabe rose. Elle est très dynamique, mais surtout colérique.
- Maguro Maki : sushi thon mauve. Elle est aimable et serviable.
- Wasabi Pow : moutarde verte. Il est le plus jeune membre de l'équipe et il est silencieux.

La Légion de la Marée (The Legion of the Low Tide en VO)
C'est la bande ennemie du Sushi Pack. Elle est formée de :
- Chef Titanium (Titanium Chief en VO) : chef de la bande ennemie du Sushi Pack. Il se distingue des autres membres par sa grande taille, ainsi que par son couvre-chef et sa cape grises. Sa peau est de couleur bleu-grise et il porte une tunique beige ainsi qu'un pantalon marron.
- Murano (Unagi en VO) : sushi jaune de la bande. Son super pouvoir est la décharge électrique (ce qui n'est pas sans rappeler Pikachu dans Pokémon)
- Toro : sushi ayant des apparences de sumo. Il s'est lié d'amitié avec Maguro dans l'épisode Sous le signe du Thon.
- Rondo (Fugu en VO): sushi marron qui a pour super pouvoir de grossir, ce qui lui permet de s'échapper alors qu'il a été attrapé.
- Moka Cornetto (Mochi Mochiato en VO) : sushi vert et bleu ayant des apparences de cornet de glace. Elle a comme pouvoir de geler ses ennemis. Elle a même été amie avec Maguro dans l'épisode qui s'intitule La Jalousie est un vilain défaut, au point de mettre en danger ses relations avec Kani.
- Uni : sushi oursin noir ayant des allures de rasta en raison de ses nattes (ou dreadlocks). Il est redoutable en raison de son invincibilité et également pour le fait qu'il complote les quatre cents coups que font la bande. Il parle avec un accent jamaïcain.

Autres ennemis
- Le Seigneur Noir (Sir Darkly en VO) : ennemi des Sushi Pack, vêtu d'une combinaison noir a le pouvoir de répandre la tristesse autour de lui.
- L'Escouade Épicée (White Oleander en VO) : ennemie cherche à transformer les Sushi Pack en recettes de cuisine.
- Apex : ennemi extraterrestre des Sushi Pack a comme pouvoir de se déguiser en humains afin de les piéger. Il s'est ainsi déguisé en présentateur télé dans l'épisode Le Plus grand Super-Héros ou il s'est mis dans la peau du maire Martin, le maire de Quai-sur-Mer dans l'épisode À tort ou à raison.

Autres personnages
- Ben : jeune gérant du magasin de donuts dans lequel vivent les Sushi Pack. C'est également leur ami humain.
- Le maire Martin : maire de la ville de Quai-sur-Mer dans laquelle se passe l'action de la série.
- Sophia André : journaliste du JT local de Quai-sur-Mer qui se déclare être la plus grande fan de Wasabi
- Chef Jenny Flume : Elle dirige la police de Quai-sur-Mer.

## Commentaires
C'est le studio de graphisme Espinosa qui a développé à l'origine les Sushi Pack. Lorsque American Greetings, entreprise connue pour ses cartes de vœux en a aperçu le concept, il en a aussitôt racheté les droits pour l'adapter en une série d'animation.
Chaque épisode de Sushi Pack montre aux jeunes téléspectateurs l'importance de thèmes divers tels que l'amitié, l'entraide, le travail en équipe ou encore la confiance. Notons que chacun des personnages a son propre caractère qui le rend amusant et attachant auprès du jeune public.

### Voix originales
- Rick Adams - Tako Maki
- Andrew Francis  - Ikura Maki
- Chiara Zanni - Kani Maki
- Tara Strong - Maguro Maki
- Scott McNeil - Wasabi, Fugu
- Adam Behr - Chef Titanium
- Vincent Tong - Toro

### Voix françaises
- Tony Marot - Tako Maki
- Catherine Desplaces  - Kani Maki
- Alexis Pivot - Ikura Maki
- Philippa Roche - Maguro Maki
- Vincent Violette - Murano, Apex, Le Seigneur Noir, Uni
- Pierre-François Pistorio - Le maire Martin, le chef Titanium, Toro

### Épisodes

#### Saison 1 (2007-2008)
1. Une leçon d'art (But is it Art?)
2. Mon ami Wasabi (Wassup Wasabi)
3. Le clown J.A.C. (No Clowning Around)
4. Le plus grand super héros (World's Tasiest Heroes)
5. Un dîner à haut risque (Poached Salmon)
6. Alerte à la chaleur (Go With The Glow)
7. La jalousie est un vilain défaut (Deep Freeze)
8. Satellite à la dérive (Satel-lightning)
9. L'escouade épicée (Red Hot Chili Planet)
10. Alerte au sucre (Sweet Tooth)
11. Paradoxter (Taming the Gaming)
12. Rex l'ordurasaurus (Rex Marks the Spot)
13. L'inspecteur désinfector (When Will Ben be Zen?)
14. Une palourde tombée du ciel (Wharf City on the Half-Shell)
15. Attention chaud bouillant (Dough-Ray-Me)
16. Sous le signe du thon (Sign of the Tuna)
17. Retour d'Aquari Man (Yam Yakkers)
18. Les aventures de la perle perdue (Dungeon of the Crab)
19. La cousine d'Octavia (Deep Sea Diver Dude)
20. Histoire de carapace (Fish Tales)
21. Le monstre invisible (The Thing That Wasn't There)
22. Sam la malice (Starring Ikura)
23. Le gang des légumes (Gives Peas a Chance)
24. Le cirage maléfique (Chemicals Made From Dirt)
25. À tort ou à raison (So Says Who?)
26. Peur du noir (Darkness and Spice)

#### Saison 2 (2008-2009)[1]
1. Sortie en mer (Ben's Law)
2. Parole de menteur (Where No Truth Lies)
3. L'affaire du Sushi Express (Disoriented on the Sushi Express)
4. Un mariage incroyable (Ring-a-Ding-Ding)
5. Les créateurs de Paradoxter (Near Miss)
6. Voyage de l'autre côté du miroir (Mirror, Schmirror)
7. Les petites voitures (Collect 'Em All)
8. Un drôle de chasseur (Jig-Saw Sushi)
9. La recette du beignet vert (Donut Whodunit)
10. Le terrible roi Volcanus (Sushis at the Center of the Earth)
11. Le retour de Jimmy Sucre (Disappearing Act)
12. Les fantômes poubelles (Wicked Waste Wisps)
13. La visite des Agrumiens (From the Planet Citrus)
14. La fête des 1 001 lumières (Lights On, Lights Off)
15. De l'électricité dans l'air (Pants on Fire)
16. Le progrès de Sushi Pack (The Wrong Sushi)
17. La réunion des méchants (Respectable Delectables)
18. La mousse noire obscure (Star of Light, Star so Bright)
19. La statue du plus grand (Sushis of a Certain Stature)
20. Un problème de taille (A Very Big Deal)
21. Satellite en détresse (In Hot Water)
22. Le mystérieux brouillard (Much Ado About Tako)
23. La colère d'Ikura (Sushi Roll Model)
24. Savoir partager (Fair Share For Sure)
25. La force frite de combat (Sushi Pack vs. The Fried Food Fighting Force)
26. Docteur Nullos (Every Body is Some Body)

### Fin de la série
À la suite du rachat de DIC Entertainment par le studio d'animation canadien Cookie Jar Entertainment (qui avait déjà racheté le studio québécois Cinar), et un conflit entre ce dernier et American Greetings, CBS a décidé de mettre fin au bloc de dessins animés du samedi matin KEWLopolis qui a été créé par un accord de partenariat entre la chaîne américaine, DIC Entertainment et American Greetings, et par conséquent, Sushi Pack n'a pas été reconduit pour une troisième saison, d'autant plus que CBS a signé un contrat avec Cookie Jar pour une durée de quatre ans afin de diffuser des programmes jeunesse que détient le studio canadien.